# Rijksbeschermd gezicht Winthagen
Het rijksbeschermd gezicht Winthagen is een van rijkswege beschermd dorpsgezicht in het gehucht Winthagen tussen Voerendaal en Ubachsberg in de Nederlands-Limburgse gemeente Voerendaal.

## Beschrijving gebied
Het beschermde gebied bestaat uit het Zuid-Limburgse gehucht Winthagen met bijbehorende akkers en weilanden, gelegen in een relatief smal en diep keteldal aan de oostrand van het Ransdaler veld. Ofschoon veel panden in de loop der jaren zijn verminkt, heeft de structuur van het straatdorp sinds het begin van de 19e eeuw weinig veranderingen ondergaan. Op grond van deze gaafheid en mede gezien de zeldzame concentratie van een groot aantal gevels uit Kunradersteen en de fraaie ligging in een vallei, komt Winthagen in aanmerking voor aanwijzing tot beschermd dorpsgezicht krachtens artikel 20 van de Monumentenwet. In verband met de karakteristieke situatie is de grens van het dorpsgezicht niet nauw om de bebouwing getrokken, maar op een zodanige afstand, dat de steile hellingen rondom eveneens tegen aantasting zijn beschermd.
Het gehucht is waarschijnlijk ontstaan als een laat-middeleeuwse ontginningsnederzetting rondom een pachthoeve, de Winthagerhof, die in 1443 voor het eerst wordt vermeld. De hoeve bestaat nog steeds, zij het dat de gebouwen in de loop der tijden zijn vernieuwd. Ten zuiden van de Winthagerhof verrezen aan de dorpsweg de boerderijtjes van de laten, de cijnsplichtige landbewerkers. Volgens een statistiek uit 1526 waren dat er toen zes, want heel Winthagen telde in dat jaar slechts zeven huizen. Drie eeuwen later was dat getal blijkens het kadastrale minuutplan verviervoudigd, waarna een eind kwam aan de groei. Het aantal mogelijkheden om te bouwen was beperkt, want het gebied was aan alle kanten omgeven door steile heuvels, terwijl in het noorden, waar het dal geleidelijk breder wordt, de Winthagerhof een halt toeriep aan de ontwikkeling. Enkele bedrijfjes groeiden uit tot carréboerderijen, hoewel kleiner dan de Winthagerhof.
De huidige Winthagerhof (Winthagen 1) is een gesloten hoeve die in 1712 uit Kunradersteen is opgetrokken. Naast de Winthagerhof telt het gehucht diverse 18e- en 19e-eeuwse boerderijen (Winthagen 2, 3, 4, 6, 9, 11 en 18). De meeste hebben een voorgevel van Kunradersteen, terwijl het bedrijfsgedeelte soms uit vakwerk is opgetrokken. Zes boerderijen zijn rijksmonumenten. In het gebied bevinden zich tevens de Mariakapel en de Kalkoven Winthagen.

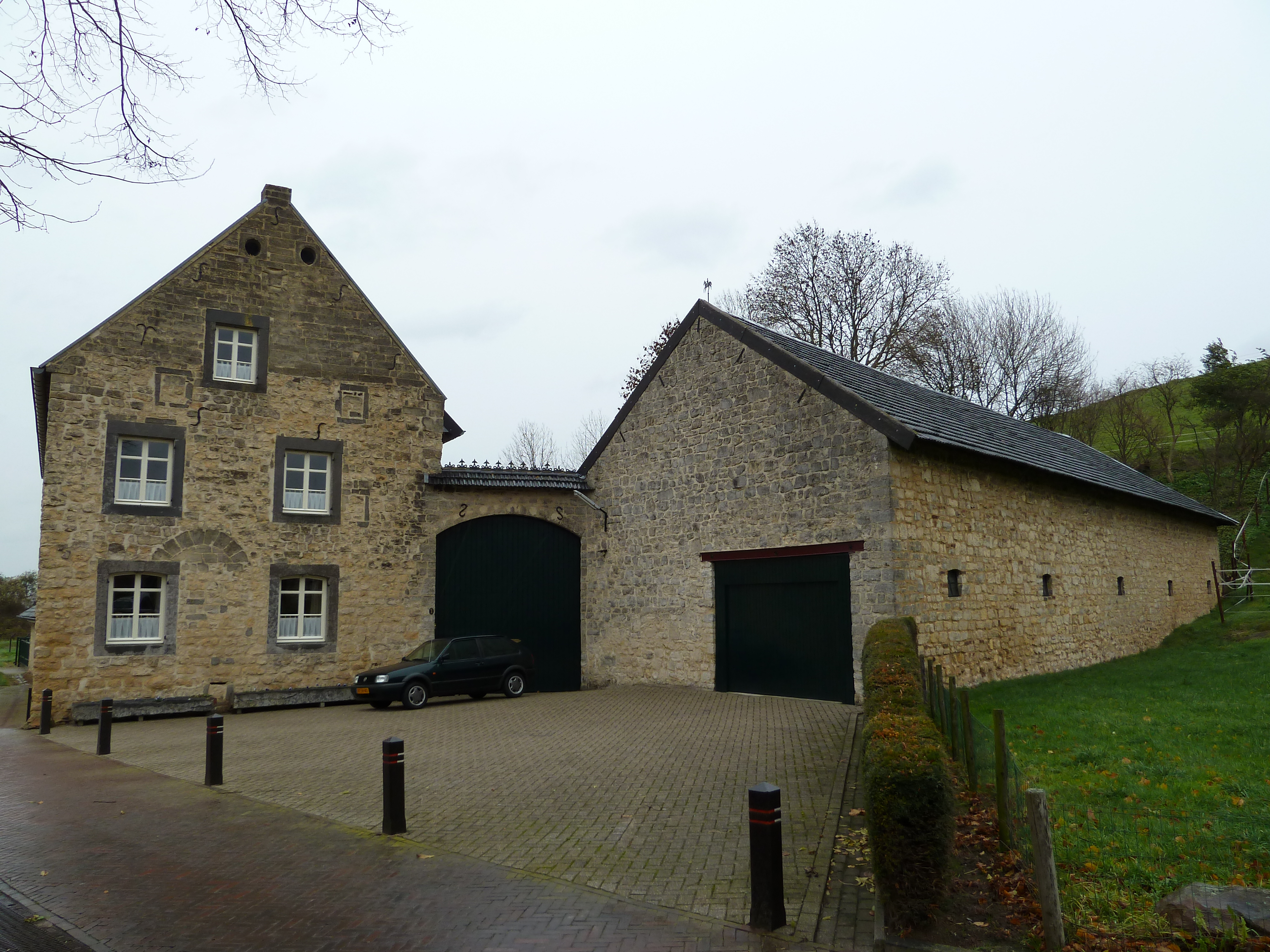
Winthagerhof
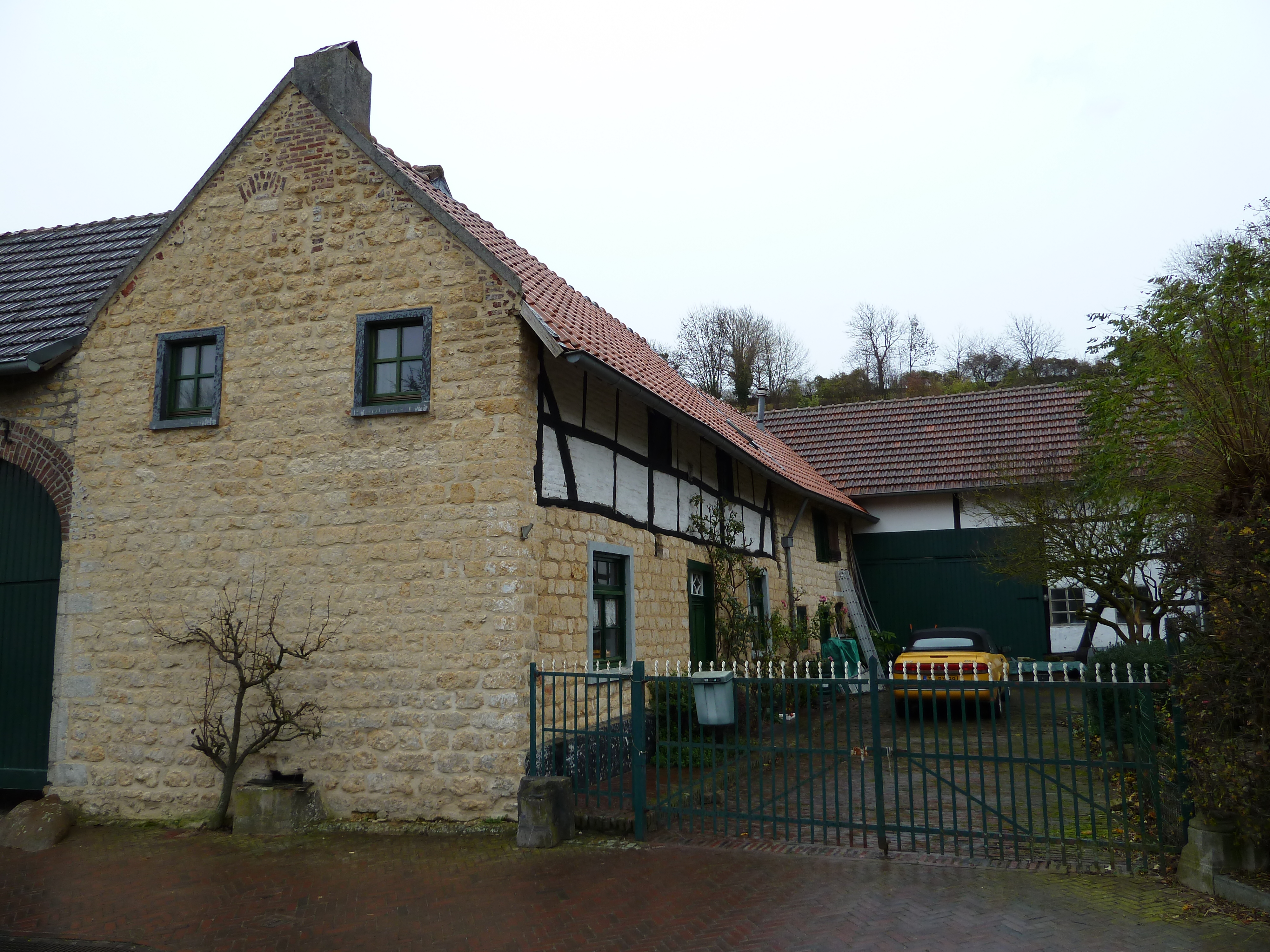
Winthagen 4
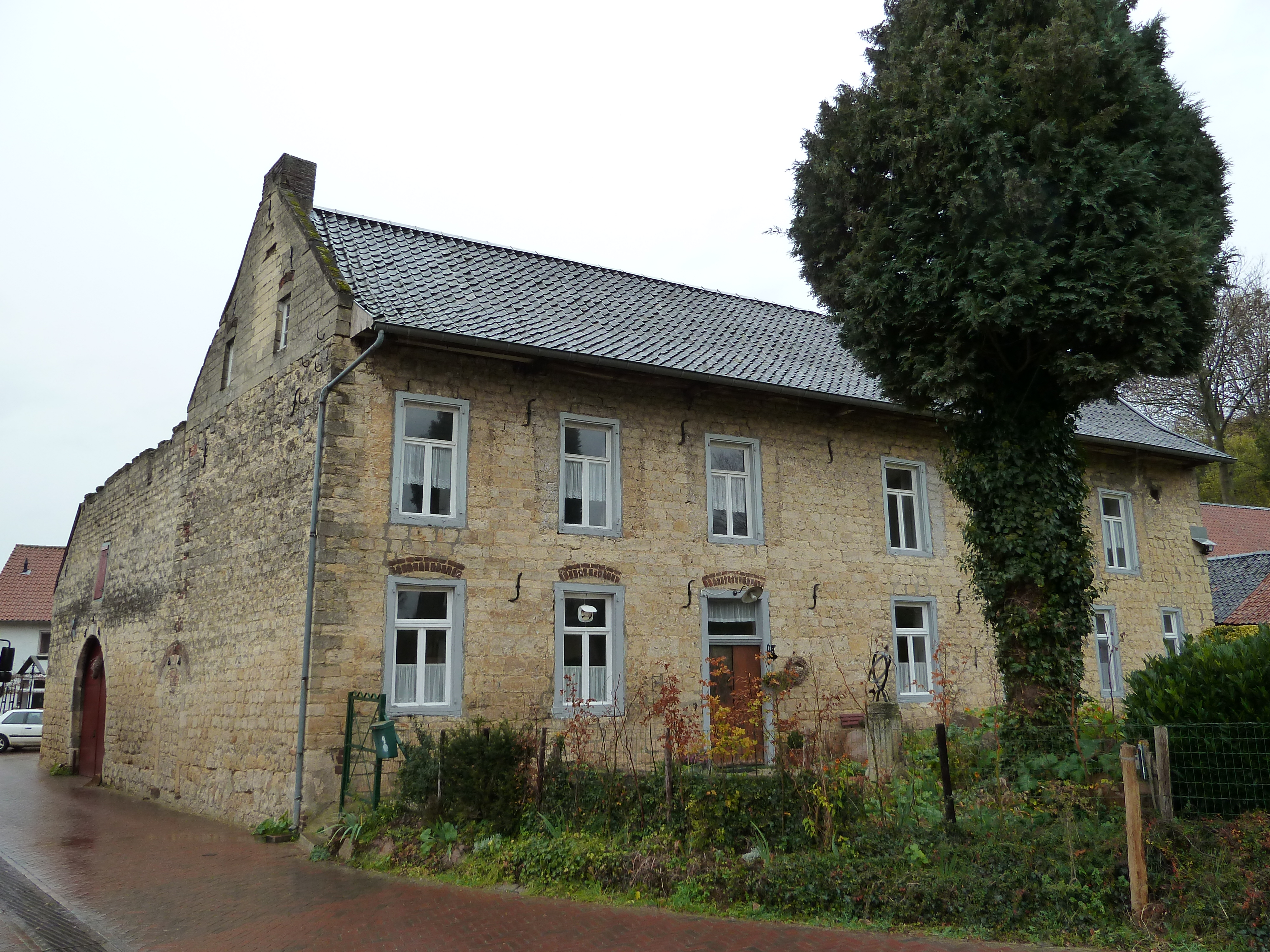
Winthagen 9
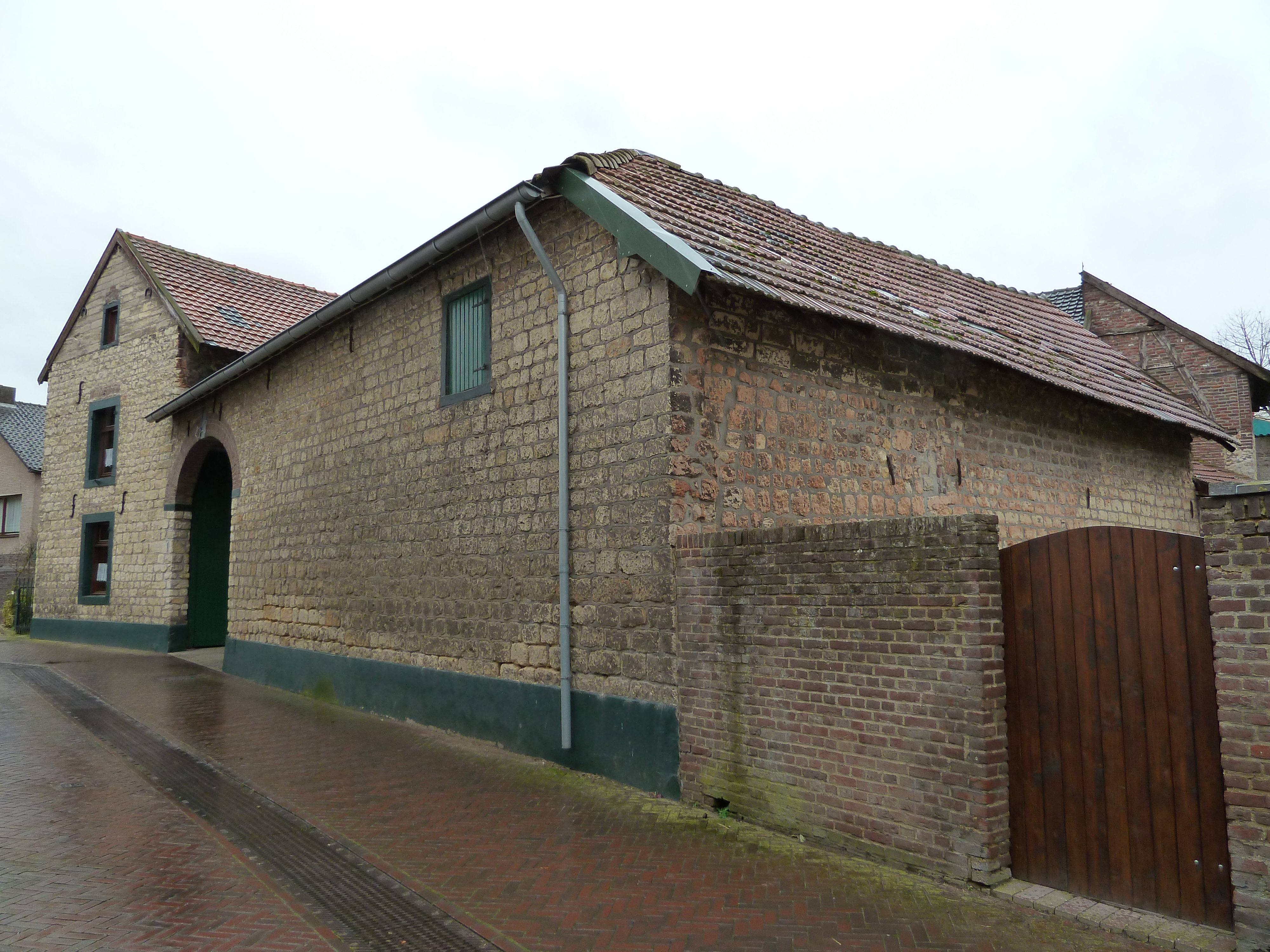
Winthagen 18

## Aanwijzing tot rijksbeschermd gezicht
De procedure voor aanwijzing werd gestart op 17 mei 1967. Het gebied werd op 9 mei 1969 definitief aangewezen. Het beschermd gezicht beslaat een oppervlakte van 14 hectare.
Panden die binnen een beschermd gezicht vallen krijgen niet automatisch de status van beschermd monument. Wel zal de gemeente het bestemmingsplan aanpassen om nieuwe ontwikkelingen in het gebied te reguleren. De gezichtsbescherming richt zich op de stedenbouwkundige en cultuurhistorische waardering van een gebied en wil het toekomstig functioneren daarvan veiligstellen.